# Passalus gravelyi
Passalus gravelyi (лат.) — вид сахарных жуков рода Passalus из семейства пассалиды (Passalidae). Неотропика (Бразилия). Назван в честь энтомолога F.H.Gravely. Имеют длину около 4 см (39—42 мм), чёрные, блестящие. Брахиптерные. Тело выпуклое. Передний край лица прямой, с небольшой срединной выемкой выемкой; медиально-фронтальный + латерофронтальный бугорки крупные, со слегка тупой вершиной; внутренние бугорки крупные, с острыми вершинами, меньше медиально-лобного + латерофронтального бугорков. Кант глаза широкий, глаза редуцированы; препистернум тонкий, опушён длинными волосками, расположенными преимущественно в латеропостернальной области. Мезостернальные борозды отсутствуют или малозаметны; плечи с коротким пучком волосков.  Клипеус скрыт под лицевым склеритом. Фронтоклипеус отсутствует.